# Uakti
O Uakti foi um grupo brasileiro de música instrumental que teve diversas formações ao longo de sua trajetória de quase quatro décadas (1978 a 2015). A formação mais duradoura foi composta por Marco Antônio Guimarães, Artur Andrés Ribeiro, Paulo Sérgio Santos e Décio Ramos. O Grupo era conhecido por utilizar instrumentos musicais não convencionais, idealizados, projetados e construídos por seu líder, o músico Marco Antônio Guimarães.

## O nome
O nome do grupo se origina de uma lenda dos índios Tukano do Amazonas. Uakti era um ser mitológico que habitava as margens do Rio Negro. A lenda diz que Uakti era um monstro com o corpo todo aberto em buracos e que quando Uakti corria pela floresta o vento que passava pelo seu corpo produzia suaves sons, sons esses que atraíam as mulheres das tribos vizinhas. Assim Uakti as seduzia. Tomados de ciúme, os índios da região caçaram, mataram e enterram Uakti na floresta. Tempos depois, no local de sua sepultura cresceram estranhas palmeiras. Utilizando a madeira dessas palmeiras, os índios passaram a construir instrumentos musicais que, ao serem tocados, reproduziam o mesmo som do vento atravessando o corpo de Uakti.

## História
O líder do grupo, Marco Antônio Guimarães, estudou música na Universidade Federal da Bahia em Salvador. Ali conheceu e teve aulas com Walter Smetak que transmitiu-lhe a paixão pela construção de instrumentos musicais e Ernest Widmer que teve influencia marcante em suas técnicas de composição. Nos anos seguintes à sua formação, Marco Antônio tocou violoncelo em orquestras sinfônicas de São Paulo e Minas Gerais. Neste mesmo período, construía no porão de sua casa, diversos instrumentos com tubos de PVC, madeira, metais e vidro. Os instrumentos estavam prontos mas faltavam os executantes. Em 1978, o músico teve a ideia de convidar alguns de seus colegas da Orquestra Sinfônica de Minas Gerais para reuniões na Fundação de Educação Artística de Belo Horizonte. Vários músicos compareceram. Entre eles, os percussionistas Paulo Sérgio Santos e Décio de Souza Ramos, o Flautista Artur Andrés Ribeiro e o violoncelista Cláudio Luz do Val. Estes músicos desenvolveram a técnica de execução dos instrumentos e formaram o grupo. Marco Antônio Guimarães se tornou o principal compositor e arranjador, embora todos os demais participantes também produzam criações com frequência.
A primeira gravação do grupo foi uma participação na trilha sonora do filme Cabaré Mineiro de Carlos Alberto Prates, em 1979. A trilha foi composta por Tavinho Moura e o Uakti participou na faixa "O sonho". Através de Tavinho, o Uakti fez contato com os músicos do chamado Clube da Esquina. Em 1980 participaram do disco "Sentinela" de Milton Nascimento e fizeram sua primeira apresentação pública no museu da Pampulha. O primeiro disco, "Uakti - Oficina Instrumental" veio no ano seguinte, em consequência da popularidade adquirida nas apresentações com Milton Nascimento. Com a saída do violoncelista Cláudio Luz, o violonista Bento Menezes entrou no grupo e permaneceu até 1984, quando o grupo gravou seu terceiro disco "Tudo e Todas as Coisas". A partir desta gravação, passaram a utilizar cada vez com menos frequência os instrumentos tradicionais. Nesta fase, quase todas as canções gravadas pelo grupo eram composições de Marco Antônio Guimarães ou parcerias com Milton Nascimento.
No período entre 1981 e 1987, consolidaram sua carreira no Brasil e participaram de outra gravação de Milton nascimento ("Ânima"). Sua primeira turnê internacional aconteceu na Espanha. Em 1987, participaram do álbum "Brazil" do grupo de Jazz Vocal Manhattan Transfer. Durante um show nos Estados Unidos, o cantor Paul Simon conheceu sua música e os convidou a participar, em 1989 do álbum "The Rhythm of the Saints". Durante a Gravação, Philip Glass, compositor dos Estados Unidos que estava no Brasil, foi visitar Simon e ouviu o som do grupo. Isso resultou em um contrato para a gravação de cinco álbuns pelo seu selo Point Music.
O quarto álbum do grupo (e o primeiro pela Point Music), "MAPA", lançado em 1989 é uma homenagem ao músico Marco Antonio Pena Araújo, amigo dos integrantes do grupo, que havia morrido em 1986. O nome MAPA é um acrônimo formado pelas iniciais de seu nome.
A fama conquistada internacionalmente pelo grupo rende então muitos trabalhos, O Uakti viaja ao Japão e vários países da Europa. O Grupo Corpo, um dos grupos de dança mais importantes de Minas Gerais encomenda várias composições originais para Marco Antônio Guimarães: "A lenda", gravada no CD "MAPA", "Bach", que Marco Antônio lançou como trabalho independente, "I Ching" e "21" que se tornaram álbuns do Uakti em 1994 e 1997. Além desses, o grupo lançou "Trilobyte" em 1997, que conta com composições de todos os integrantes do grupo, além de adaptações de composições populares.
Em 1993 Philip Glass também é comissionado pelo Grupo Corpo para produzir uma composição para balé. Glass escolhe então o Uakti como intérprete da sua composição "Águas da Amazônia - Sete ou oito peças para um balé". O arranjo é entregue a Marco Antônio Guimarães, que o adapta ao instrumental do Uakti. A gravação desta composição foi lançada em 1999, no álbum Águas da Amazônia, que inclui ainda uma versão de metamorphosis I, outra composição de Glass. Esse álbum encerrou o contrato com a Point Music. Em 2004 Glass convidou o Uakti para uma nova parceria, dessa vez no projeto Orion. A cidade de Atenas, como parte das celebrações pré-olímpicas, contratou Glass para uma série de shows ao ar livre e o Uakti foi um de seus convidados, apresentando composições de Glass.
A partir de 1998, gravam menos composições originais e se dedicam a produzir adaptações de peças consagradas do universo da música erudita e do cancioneiro popular brasileiro. A trilha sonora do filme Kenoma, de Eliana Caffé(1998), utiliza principalmente composições de Heitor Villa-Lobos. Em 2000, gravam com o grupo coral Tabinha, de Uberlândia, Minas Gerais, uma coletânea de canções populares. Em 2002, Lançam o CD "Clássicos", somente com arranjos de composições eruditas e em 2005 fazem uma viagem por temas populares brasileiros no disco "Oiapok XUI", que além de diversos temas de danças populares brasileiras, contém quatro variações da canção "Águas de Março" de Tom Jobim.
O Uakti também faz habitualmente participações em projetos de outros artistas. Além dos já citados Milton Nascimento, Paul Simon e Manhattan Transfer, estão Ney Matogrosso, Maria Bethânia, Zélia Duncan. Participaram também dos espetáculos "Dança das Marés, dirigido por Ivaldo Bertazzo e "Ihú - Todos os Sons", apresentando temas indígenas recolhidos e adaptados por Marlui Miranda.
Em 2009, Marco Antônio Guimarães anunciou sua intenção de interromper suas atividades de luthier e principal compositor do grupo. Em consequência disso, os demais membros anunciaram que passariam a atuar como compositores e arranjadores para novos trabalhos. Em 2010, o Uakti anunciou a contratação de um escritório de arquitetura para projetar a construção de uma sede própria em Belo Horizonte, chamada Centro de Referência Uakti, contando com área de exposição, salas de estudo e um teatro integrado a um estúdio de gravação. Este projeto, no entanto jamais foi concretizado.
Em 2012, o grupo lançou a álbum Uakti Beatles com adaptações de canções dos Beatles. A partir desse momento, o grupo passou a adotar formação alternativa em apresentações, com a inclusão de familiares dos membros mais antigos.
No início de 2015, o percussionista Décio Ramos deixou o grupo. Para suprir a falta em apresentações ao vivo, continuaram a contar com familiares e músicos convidados para as apresentações, entre eles, a percussionista Josefina Cerqueira (esposa de Paulo), a pianista Regina Amaral (casada com Artur), o flautista Alexandre Andrés (filho de Artur), o violonista Kristoff Silva, que já tinha feito diversas apresentações e gravações com o grupo e o percussionista José Henrique. Em junho de 2015 o grupo iniciou a gravação do álbum "Planetário" (inédito), contando com a nova formação.
Em 15 de outubro de 2015, Marco Antônio Guimarães anunciou na página do Uakti no Facebook a dissolução do grupo, com a seguinte declaração: "O Uakti acabou. Problemas internos, pessoais, tornaram impossível a continuidade do grupo". Em entrevista à rede Globo, Artur informou que o grupo sofreu os efeitos da crise econômica. Com o cancelamento de shows, tornou-se difícil manter a estrutura de funcionamento do grupo. Isso também criou problemas internos entre os integrantes, tornando impossível a continuidade do trabalho. Na mesma entrevista, o músico anunciou que o álbum gravado com trabalho inédito ainda seria publicado em data futura.

## Música
O principal compositor do Uakti, Marco Antônio Guimarães, tem formação erudita e utiliza em suas composições um estilo composto de estruturas rítmicas complexas. Normalmente mais de um compasso é utilizado na mesma composição, quando não é utilizada métrica livre. A melodia e harmonia são compostas de forma a aproveitar as características de execução do instrumental. O estilo do Uakti já foi comparado ao minimalismo de Steve Reich e Philip Glass.
Se por um lado, as técnicas composicionais são contemporâneas, a sonoridade dos instrumentos, por outro, empresta um caráter primitivo à música do grupo. Esta dicotomia é o segredo do som do Uakti.

## Instrumental
Os instrumentos não convencionais construídos por Marco Antônio Guimarães são os responsáveis pela sonoridade característica do grupo. A lista abaixo descreve apenas alguns dos instrumentos utilizados com mais frequência. O instrumental completo, no entanto, possui uma variedade muito maior

### Pans
Basicamente todos os pans seguem um princípio básico: Tubos de PVC de diversos comprimentos, montados de forma a que suas extremidades estejam alinhadas, em uma disposição muito semelhante à de uma flauta de pan. Os tubos são percutidos com uma manta de borracha ou com as mãos. Como cada comprimento de tubo produz uma nota diferente, estes instrumentos são afináveis e podem tocar melodias ou acordes. Atualmente, são utilizados em dois tamanhos: o grande pan com tubos flexíveis que permitem um grande comprimento e são usados como baixos e o pan inclinado de comprimento menor, usado nas melodias principais. Eventualmente também podem ser executados por sopro na extremidade dos tubos. Esse recurso é usado geralmente para produzir efeitos sonoros de curta duração.

### Marimbas
Idiofones compostos de teclas percutidas por baquetas com cabeça de borracha ou feltro. A execução é semelhante à de um xilofone ou vibrafone. A diferença das marimbas Uakti e dos xilofones ou vibrafones tradicionais é que as teclas são dispostas sobre duas caixas de ressonância independentes que podem ser invertidas ou deslocadas. Isso permite a execução de acordes ou sequências que seriam muito difíceis na disposição tradicional. São duas as marimbas do Uakti:
- Marimba d'Angelim - feita de Angelim, uma madeira usada na construção civil, que proporciona um som rústico, porque essa madeira possui variações de densidade que tornam seu timbre diferente dos xilofones normais.
- Marimba de vidro - as teclas são feitas de vidro, o que proporciona notas de maior ressonância que as de madeira.

### Instrumentos de cordas com arco
Tocados nas gravações por Marco Antônio Guimarães, são, em geral, inspirados no violoncelo ou na viola da gamba.
- Iarra - Espécie de violoncelo, com dois pares de cordas que devem ser pressionadas simultaneamente pela mão esquerda. Um arco é usado para fazer a corda soar.
- Chori Smetano - Instrumento criado por Walter Smetak. Basicamente é um instrumento de corda com arco que usa uma cabaça como caixa de ressonância. Segundo seu criador este instrumento pode transmitir simultaneamente sentimentos antagônicos como o choro e o riso. Daí seu nome cho-ri (chora e ri). Guimarães construiu seu chori smetano com as dimensões de braço e arco de violoncelo, assim qualquer violoncelista pode executá-lo.
- Torre - Grande tubo de PVC com um espigão de contrabaixo em uma das extremidades e uma manivela na outra. Nas laterais do tubo, várias cordas são esticadas. São necessários dois músicos para executá-lo. Um gira o tubo em torno de seu eixo com a manivela. O outro usa um arco composto por duas vareta e um jogo de crinas de viola para friccionar as cordas. Como o arco pode abraçar várias cordas simultaneamente, podem ser tocados acordes. A variação da velocidade e da quantidade de notas envolvidas pelo arco cria variações harmônicas. Este é um dos instrumentos mais surpreendentes nas apresentações ao vivo, pela riqueza harmônica do som produzido e pela interpretação bastante peculiar. Utilizado normalmente como base harmônica em diversas composições.

### Tambores
Os membranofones também são parte importante da sonoridade do Uakti, principalmente o trilobita formado por 10 tubos de PVC afináveis montados em um suporte e com peles de tambor sobre a extremidade superior. Dois músicos se colocam frente à frente, tendo o instrumento entre eles e usam os dedos, baquetas ou a palma das mãos para percutir as peles, produzindo melodias muito rápidas

## Discografia
CDs
- Uakti - Oficina Instrumental (1981)
- Uakti 2 (1982)
- Tudo e Todas as Coisas (1984)
- Mapa (1989)
- I Ching (1993) - música para o espetáculo do Grupo Corpo.
- 21 (1996) - música para o espetáculo do Grupo Corpo.
- Trilobyte (1996)
- Águas da Amazônia (1999) - música de Philip Glass para o Grupo Corpo. Arranjos de Marco Antônio Guimarães.
- Mulungu do Cerrado (2001) - com o Grupo Tabinha.
- Clássicos (2003).
- Oiapok Xui (2005)
- Ensaio Sobre a Cegueira(2009)
- Uakti Beatles (2012)[5]

DVDs
- Uakti (2007) - show gravado na Palácio das Artes de Belo Horizonte